# Xestocephalus koreanus
Xestocephalus koreanus är en insektsart som beskrevs av Kae Kyoung Kwon 1981. Xestocephalus koreanus ingår i släktet Xestocephalus och familjen dvärgstritar. Inga underarter finns listade i Catalogue of Life.